# 鲁塞
鲁塞（羅馬化：Ruse）位於保加利亞北部、多瑙河的南岸，與對岸羅馬尼亞的久爾久相望，是该國第五大城市，也是魯塞州的首府，人口177,538（2005年）。

## 姐妹城市
| - 中国淮南 - 俄罗斯伏尔加格勒 - 法国圣旺 |  | - 罗马尼亚久尔久 - 希腊佩里斯特里 - 斯洛伐克布拉迪斯拉发 |